# Cmentarz parafialny w Krzeszowicach

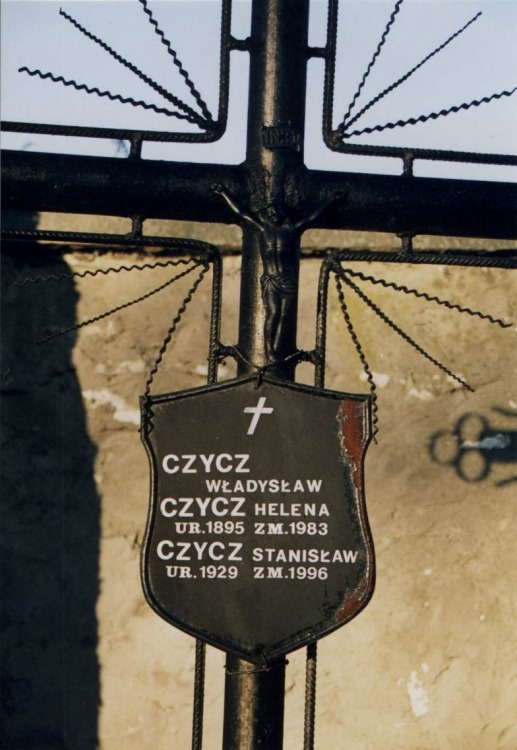
Tablica na grobie rodzinnym Stanisława Czycza

Cmentarz parafialny w Krzeszowicach – nekropolia założona w I poł. XIX w. w Krzeszowicach. Jest to cmentarz rzymskokatolicki miejscowej parafii.
Położony jest na wzgórzu Solca, przy ul. Chłopickiego (Osiedle Parkowe). Otoczony jest kamiennym murem, mieści mogiły mieszkańców jak i żołnierzy obu wojen światowych. 
Na cmentarzu położone są m.in.:
- Zabytkowa neogotycka kaplica wybudowana według projektu Augusta Stülera specjalnie dla Józefa Chłopickiego. W październiku 1863 zwłoki generała przeniesiono do piwnic budującej się w tym celu kaplicy. Na murze umieszczone są dwie tablice pamiątkowe poświęcone J. Chłopickiemu oraz Romanowi Załuskiemu, Tadeuszowi Neymanowi i Dyzmie Chromemu.
- Grobowce kilku znanych lekarzy uzdrowiska.
- Wspólna kwatera wojenna żołnierzy I i II wojny światowej.
- Krzyż Katyński i tablica z nazwiskami 18 osób zamordowanych w miejscach zagłady.

Na cmentarzu spoczywają m.in. Józef Chłopicki, Daniel Edward Friedlein, Roman Załuski, Tadeusz Neyman, Dyzma Chromy, Florian Buzdygan, Jan Oszacki, Jan Walkowski, Mieczysław Mazurek, Wincenty Danek, Ignacy Król, Zdzisław Nurkiewicz, Marian Konarski, Antoni Sławikowski i Stanisław Czycz.